# Enercon

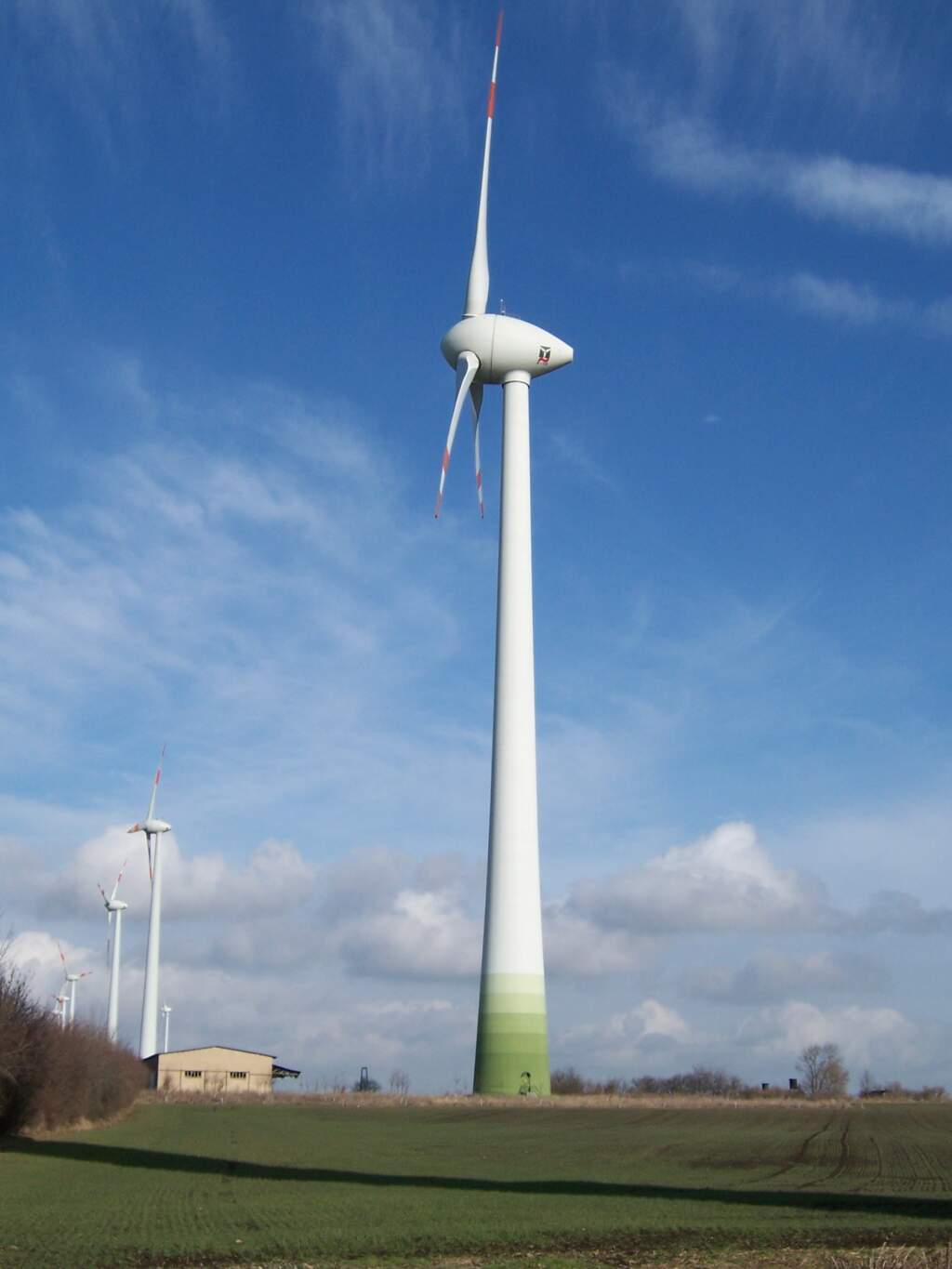
Enercon E-112.

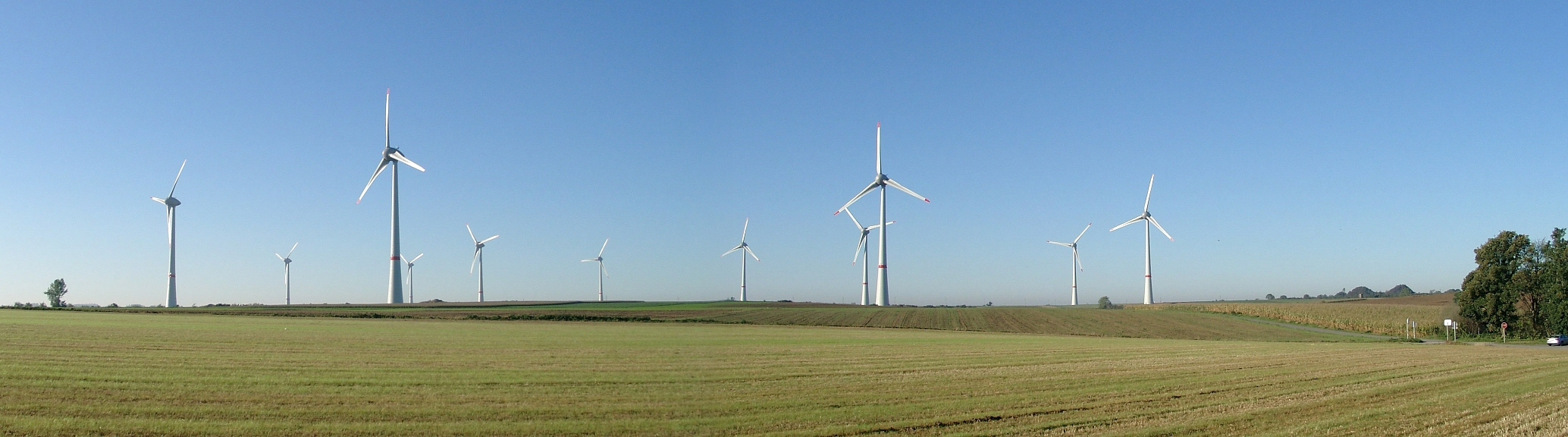
Estreia mundial: 11 aerogeradores de 7,5 MW Enercon E-126 de vento Estinnes, Bélgica, 10 de outubro 2010 Foto

Enercon GmbH é a maior empresa alemã de construção de aerogeradores. A sua sede social encontra-se em Aurich (Baixa Sajonia). O nome de Enercon vem das palavras Energy e Converter.

## História
Fundada em 1984 pelo seu actual proprietário Aloys Wobben, tem uma definição mundial de 10.000 empregados e uma facturação superior aos 1.200 milhões de euros. Assim mesmo possui mais do 40 % de todas as patentes mundiais na fabricação de aerogeradores.

## Sector eólico
Uma característica fundamental de Enercon GmbH, é que dentro do mundo da construção e desenvolvimento de aerogeradores, onde proliferam as sociedades de accionistas, e os sete maiores fabricantes acumulam mais do 90 % da quota de mercado; a Enercon GmbH segue mantendo-se como sociedade independente e não figura em nenhum mercado bolsista. Ainda assim a sua quota de mercado mundial é superior ao 13 %, o que a situa na terceira posição do dito ranking, só superada pela dinamarquesa Vestas (34 %) e a espanhola Gamesa (18 %) (dados de 2005).

## Centros de produção
Enercon GmbH conta com centros produtivos em seis países diferentes. Assim em Alemanha a produção encontra-se situada em Aurich (Baixa Saxônia), Emden (Baixa Saxônia) e Magdeburgo (Saxônia-Anhalt), e fora das fronteiras alemãs, em Turquia (Esmirna), Suécia (Malmö), Brasil (Sorocaba e Peçém), Portugal (Viana do Castelo) e Índia.

## Sistema de fabricação

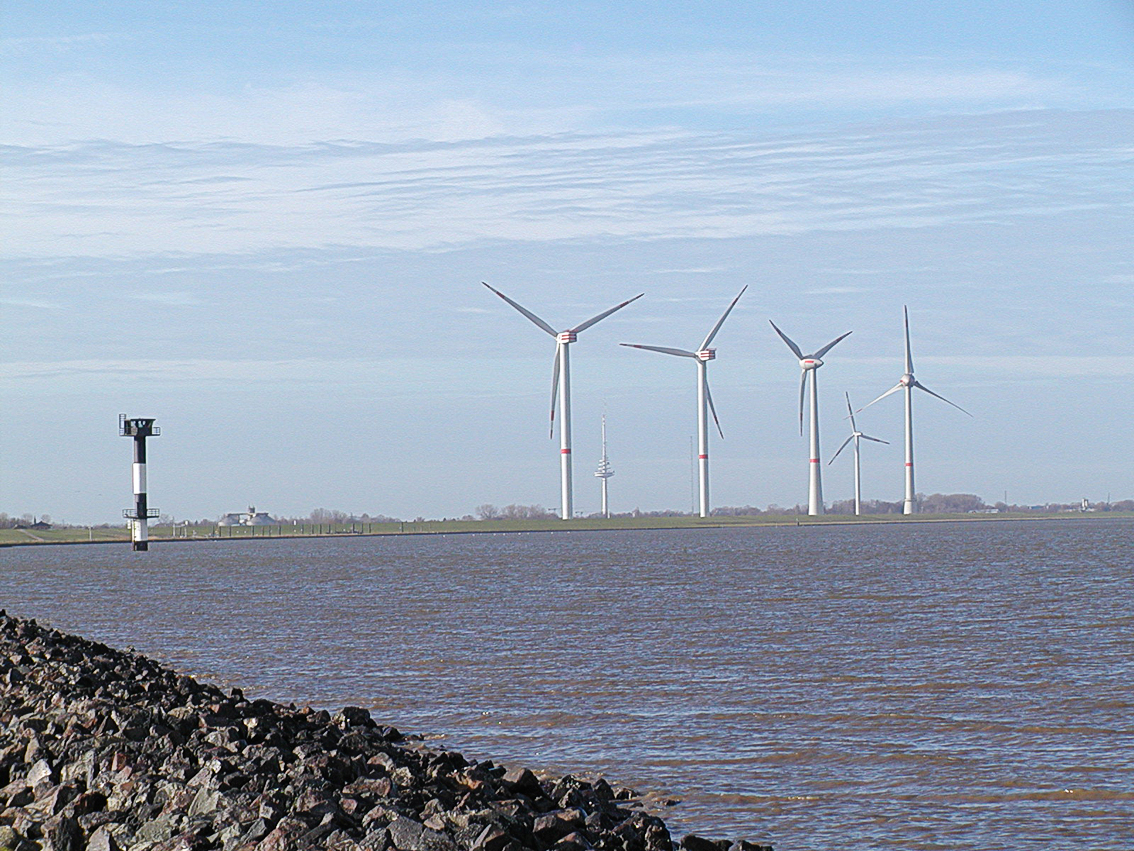
Parque eólico de Enercon em Cuxhaven.

Outra característica fundamental da Enercon GmbH é o seu sistema de fabricação, já que todos os componentes dos seus aerogeradores são fabricados nas próprias instalações de Enercon GmbH, desde os geradores até às torres, passando por todos os sistemas de controle electrónicos ou as pás.
Com respeito a Enercon GmbH indicaremos que tem sido a primeira empresa a desenvolver e a fabricar em série aerogeradores sem multiplicadores de velocidade, isto é, o gerador está unido directamente ao eixo que accionam as pás. Esta é uma propriedade fundamental dos aerogeradores Enercon e permite reduzir, por um lado, o número de avarias, já que diminui o número de componentes mecânicos expostos a elas; e por outro, o número de operações de manutenção (mudanças de óleo, fugas, etc.) que geralmente afectam toda a caixa de velocidades.
O número de revoluções com as que gira o rotor de um gerador dotado de caixa multiplicadora de velocidade, é aproximadamente de umas 1500 revoluções por minuto. No entanto, a peculiar característica dos aerogeradores Enercon, consegue que devido a esta ausência de caixa multiplicadora de velocidade, o rotor gire com o mesmo número de revoluções que o gerador, que dependendo do modelo e das características do vento oscilará entre 8 e 60 revoluções por minuto. É fácil deduzir que neste segundo caso produzir-se-á um menor número de esforços e desgastes sobre as peças móveis do aerogerador durante sua vida útil.
Os aerogeradores Enercon são facilmente distinguíveis dos aerogeradores do resto de fabricantes devido a seu peculiar desenho. Sua gôndola tem forma de uma gota de água e na sua torre, na zona da base aparece, para um óptimo mimetismo com o meio, uma faixa que progressivamente passa do creme ao verde. Em instalações costeiras é possível encontrar dita variação de cor em tons azuis. O peculiar desenho da sua gôndola, é obra do afamado arquitecto inglês Sir Norman Foster, autor entre outras obras do Metro de Bilbao (1995), a restauração do Reichstag (Parlamento Alemão) em 1999, ou o mais recente Viaduto de Millau (2004). Assim mesmo são facilmente distinguíveis as pás dos aerogeradores, já que são os únicos do mercado que contam com extremos curvados, similares aos que se podem observar nas asas dos aviões (winglet), e reduzem as consequências dos remoinhos nas pontas das pás.

## Modelos Aerogerador Enercon

### E-12
- Unidades construídas: 5
- Potência Nominal: 30 kW
- Aerogerador de segunda geração
- Protótipo construído em 1997
- Produção: 1997 - 2000

### E-15/E-16
- Unidades construídas: 45
- Potência Nominal: 55 kW
- Aerogerador de primeira geração
- Protótipo construído em 1985
- Produção: 1985 - 1989

### E-17/E-18
- Unidades construídas: 155
- Potência Nominal: 80 kW
- Aerogerador de primeira geração
- Produção: 1989 – 1999

### E-20
- Unidades construídas: 1
- Potência Nominal: 100 kW
- Aerogerador de terceira geração
- Pá fabricada com chapa de aço soldada
- Todas as partes do aerogerador cabem num único container de transporte marítimo
- A secção superior da torre cabe dentro da inferior, com o consequente poupança de espaço
- Protótipo construído em 2006
- Produção: 2006

### E-30
- Unidades construídas: 575
- Potência Nominal: 230 - 300 kW
- Aerogerador de segunda geração
- Produção: 1994 - 2005

### E-32/E-33
- Unidades construídas: 185
- Potência Nominal: 300 kW
- Aerogerador de primeira geração
- Regulação de pás hidraúlica
- Protótipo construído em 1988
- Produção: 1988 - 1993

### E-33
- Unidades construídas: 45
- Potência Nominal: 330 kW
- Aerogerador de terceira geração
- Diâmetro: 33 m
- Altura: 49 - 50 m
- Velocidade variável: 18 - 45 rpm
- Velocidade linear da pá (ponta): 31 - 78 m/s
- Velocidade mínima de vento: 2,5 m/s
- Velocidade nominal de vento: 12 m/s
- Velocidade máxima de vento: 28 - 34 m/s
- Produção: 2004 - 2006

### E-40
- Unidades construídas: 4.360
- Potência Nominal: 500 - 600 kW
- Aerogerador de segunda geração
- Protótipo construído em 1992
- Possui o título de "aerogerador mais vendido do mundo”
- Produção: 1992 - 2005

### E-44
- Unidades construídas: 15
- Potência Nominal: 900 kW
- Aerogerador de terceira geração
- Aerogerador para ventos de classe IEC Ia
- Protótipo construído em 2006
- Produção: 2007 - ...

### E-48
- Unidades construídas: 1.020
- Potência Nominal: 800 kW
- Aerogerador de terceira geração
- Diâmetro: 48 m
- Altura: 50 - 76 m
- Velocidade variável: 16 - 32 rpm
- Velocidade linear da pá (ponta): 40 - 80 m/s
- Velocidade mínima de vento: 3 m/s
- Velocidade nominal de vento: 13 m/s
- Velocidade máxima de vento: 28 - 34 m/s
- Protótipo construído em 2004
- Produção: 2004 - ...

### E-53
- Unidades construídas: 105
- Potência Nominal: 800 kW
- Aerogerador de terceira geração
- Aerogerador para ventos de classe IEC IIIa
- Protótipo construído em 2006
- Produção: 2006 - ...

### E-58
- Unidades construídas: 215
- Potência Nominal: 1 MW
- Aerogerador de segunda geração
- Produção: 1999 - 2006

### E-66
- Unidades construídas: 2.470
- Potência Nominal: 1,5 - 1,8 - 2,0 MW
- Aerogerador de segunda geração
- Protótipo construído em 1995
- Produção: 1995 - 2007

O modelo E-66 diferencia-se do seu sucessor, E-70, no desenho das pás. O novo modelo incorpora umas melhorias que permitem um aumento do rendimento, que dependendo da localização do aerogerador, se situa entre o 10 e o 15 % na produção anual de energia eléctrica.

### E-70
- Unidades construídas: 1.475
- Potência Nominal: 2 MW
- Aerogerador de terceira geração
- Diâmetro: 71 m
- Altura: 58 - 113 m
- Velocidade variável: 6 - 21,5 rpm

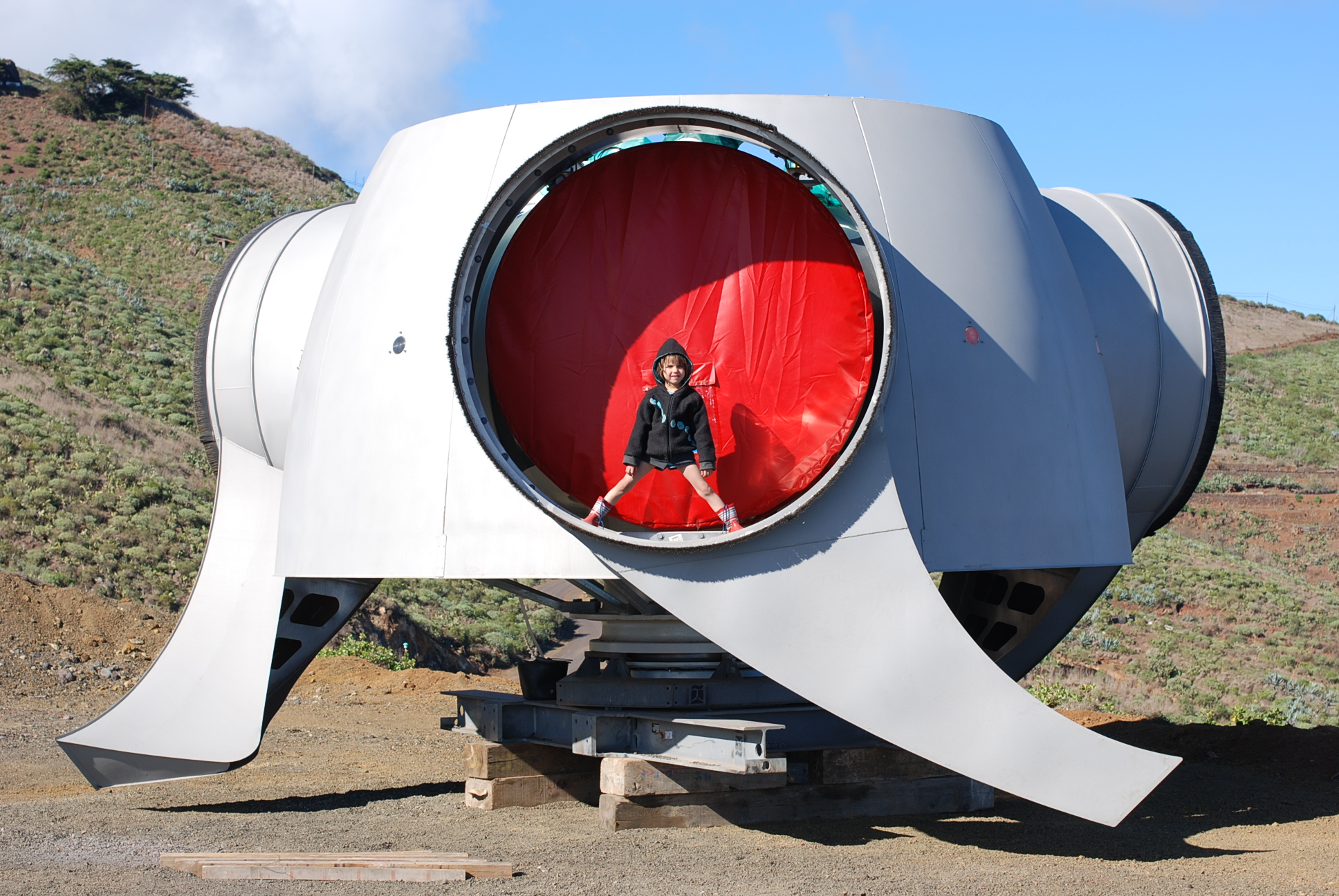
Cubo de um aerogerador sem pás (Enercon E-70) na ilha do Ferro.

- Velocidade linear da pá (ponta): 22 - 80 m/s
- Velocidade mínima de vento: 2,5 m/s
- Velocidade nominal de vento: 12,5 m/s
- Velocidade máxima de vento: 28 - 34 m/s
- Protótipo construído em 2003
- Produção: 2003 - ...

### E-82
- Unidades construídas: 70
- Potência Nominal: 2 MW
- Aerogerador de terceira geração
- Diâmetro: 82 m
- Altura: 70 - 108 m
- Velocidade variável: 6 - 19,5 rpm
- Velocidade linear da pá (ponta): 25 - 80 m/s
- Velocidade mínima de vento: 2,5 m/s
- Velocidade nominal de vento: 12 m/s
- Velocidade máxima de vento: 22 - 28 m/s
- Protótipo construído em 2005
- Produção: 2005 - ...

### E-112
- Unidades construídas: 9
- Potência Nominal: 4,5 - 6 MW
- Aerogerador de segunda geração
- Diâmetro: 114 m
- Altura: 124 m
- Velocidade variável: 8 - 13 rpm
- Velocidade linear da pá (ponta): 48 - 78 m/s
- Velocidade mínima de vento: 2,5 m/s
- Velocidade máxima de vento: 28 - 34 m/s
- Protótipo construído em 2002
- Produção: 2002 – 2006

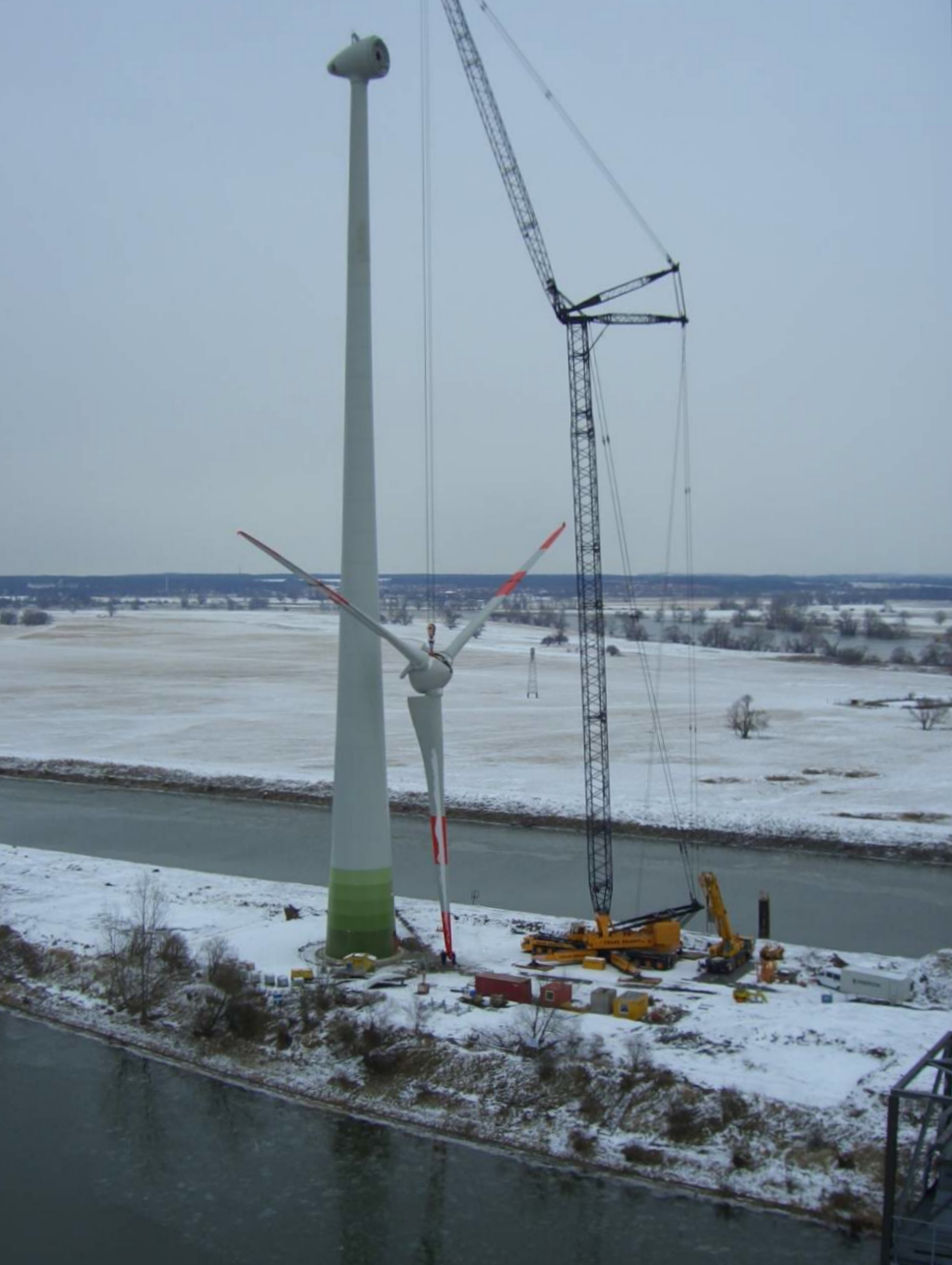
Enercon E-70, Magdeburgo, ano 2005.

O modelo E-112, com uma potência nominal de 6 MW é um dos maiores aerogeradores do mundo. Esta máquina produzida nas instalações de Magdeburgo, tem um diâmetro de pás de aproximadamente 114 metros (112 metros nas primeiras versões de 4,5 MW) e uma altura de eixo de uns 125 metros (dependendo do tipo de fundação pode variar). Para dar-nos conta das mastodónticas dimensões do E-112 digamos que quando a pá atinge o ponto mais alto, a sua ponta se situa a uma altura de uns 180 metros, o que, para nos dar uma ideia, equivale a um edifício de umas 60 andares. A gôndola tem um diâmetro de 12 metros e um peso superior às 550 tn (pás incluídas) que são suportados por uma torre de betão de 2500 Tn de definição. O gerador síncrono tem um peso de umas 550 Tn. O diâmetro da torre varia desde quase os 12 metros na base aos escassos 4 metros à altura da gôndola. Uma vantagem deste modelo é que, devido ao seu tamanho, a sua velocidade de giro é menor, e portanto resulta menos problemático que modelos de menor potência. Assim é capaz de produzir a mesma quantidade de energia que três ou quatro E-66, e no entanto ser ao mesmo tempo mais silencioso que ditos E-66 juntos. No princípio está pensado que este tipo de aerogeradores se instalem em terra, para num futuro próximo ampliar a sua instalação a parques off-shore. Uma das unidades do aerogerador Enercon E-112, instalada nas imediações de Emden, pode chegar a produzir, se as condições de vento são adequadas, cerca de 16 milhões de kWh anuais, o qual corresponde ao consumo de aproximadamente uns 4750 lares (3500 kWh de consumo anual por moradia) ou também às necessidades de 16000 pessoas (1000 kWh por pessoa e ano).
As pás dos primeiros E-112 foram fabricadas nas instalações de Abeking & Rasmussen em Lemwerder. No entanto, as seguintes foram já produzidas nas instalações de Enercon em Magdeburg-Rothensee e transportadas mediante barcaça pelo canal do Elba. A cada pá tem uma longitude de aproximadamente 52 metros e pesa umas 22 Tn.

### E-126
Na Feira Internacional de Hanôver de 2006 a Enercon GmbH anunciou o sucessor da E-112, o novo modelo E-126. O E-126 deve ser similar ao E-112 com um perfil de pá similar aos aerogeradores de terceira geração (recordemos que o E-112 é um aerogerador de segunda geração) e possivelmente uma maior altura total, características ambas que devem elevar tanto o rendimento mecânico como a rentabilidade económica do aerogerador.

## Espionagem industrial
Nos anos 1994 e 1995 a Enercon GmbH foi objeto de espionagem industrial por parte da Agência de Segurança Nacional dos EUA (Agência de Segurança Nacional) e Echelon. A informação obtida por ambas organizações foi vendida à empresa competidora Kenetech Windpower Inc.. Dita empresa aproveitou os dados obtidos de know-how obtidos mediante espionagem industrial à Enercon GmbH e patenteou ditas “descobertas”. Por este motivo, a Enercon GmbH teve as suas portas do mercado eólico americano fechadas até finais de 2010.

## Relação com os sindicatos
A Enercon GmbH tem sido acusada em diversas ocasiões por impedir uma organização sindical interna dos trabalhadores nas suas diferentes fábricas. Filiados que têm tentado organizar um comité de empresa têm sido degradados ou ameaçados de rescisão de contrato. Na fábrica localizada em Esmirna (Turquia), cerca de 70 trabalhadores foram despedidos por afiliarem-se ao sindicato Birlesik Metal-Is. No entanto, ainda que existam fábricas pertencentes à Enercon GmbH que contem com um comité de empresa, na maioria delas a participação dos trabalhadores organiza-se através dos seus representantes.